# Jonas Jensen-Abbew
Jonas Jensen-Abbew, né le 20 avril 2002 à Herlev au Danemark, est un footballeur danois qui évolue au poste de défenseur central à l'AGF Aarhus.

## Biographie

### En club
Né à Herlev au Danemark, Jonas Jensen-Abbew est formé par l'Akademisk Boldklub avant de rejoindre le FC Nordsjælland en 2019. Il fait ses débuts professionnels le 4 avril 2021, jouant son premier match lors d'une rencontre de Superligaen face à l'AGF Aarhus. Il entre en jeu à la place d'Adamo Nagalo et son équipe s'impose par deux buts à zéro.
Le 29 juillet 2022, Jensen-Abbew est prêté au HB Køge jusqu'à la fin de la saison.
Jensen-Abbew inscrit son premier but en professionnel le 26 octobre 2023, lors d'une rencontre de Ligue Europa Conférence 2023-2024 face au FC Spartak Trnava. Titularisé ce jour-là, il ouvre le score et participe à la victoire de son équipe par deux buts à zéro,.
Le 1er février 2024, Jonas Jensen-Abbew rejoint l'AGF Aarhus. Il signe un contrat de cinq ans, soit jusqu'en décembre 2028,.

### En sélection nationale
Jonas Jensen-Abbew représente l'équipe du Danemark des moins de 18 ans, jouant au total six matchs avec cette sélection entre 2019 et 2020.